# شرلی لانگی
شرلی لانگی (انگلیسی: Cherie Lunghi؛ زادهٔ ۴ آوریل ۱۹۵۲) هنرپیشه اهل بریتانیا است. وی از سال ۱۹۶۵ میلادی تاکنون مشغول فعالیت بوده‌است.
از فیلم‌ها یا برنامه‌های تلویزیونی که وی در آن نقش داشته‌است، می‌توان به اکس‌کالیبور، مأموریت، فرانکنشتاین، پادشاه داوود، کشتن یک کشیش، ادوارد و خانم سیمپسون، اندکی فراست، جک و سارا و الیور توئیست اشاره کرد.